# Happy Pills
"Happy Pills" é uma canção da cantora e compositora americana Norah Jones . É o single de seu quinto álbum de estúdio ...Little Broken Hearts e foi lançado em 6 de março de 2012. A canção foi escrita por Jones e co-escrito e produzido por Brian Burton . Ele conta a história de Jones emancipar-se de uma relação e descobrir que ela é melhor sozinho. Ele recebeu críticas em sua maioria positivas, com muitos críticos elogiando a química entre Jones e Burton e também a sua "cativante e alegre" estilo.

## Composição
"'Happy Pills" foi escrito por Jones e co-escrito e produzido por Brian Burton .
A música gira em torno de uma ruptura como Jones admite estar se sentindo bem por não ter que lidar com seu amante mais. "Poderia, por favor, deixe-me ir agora?", implora Jones, abordando algum idiota que esmagou seus sentimentos. Becky Bain escreveu que a música é "uma melodia, ensolarado lânguida". A canção também foi descrito como "otimista" e "jazzy".

## Música de Vídeo
Um vídeo lírico para a faixa foi lançada em 5 de março de 2012. O vídeo oficial da música estreou no VH1 em 6 de abril de 2012 e foi dirigido por Isaías Seret.
O vídeo começa na década de 1950 passado, a tarde ou início dos anos 1960 - e vai para a frente e para trás no tempo, como ela vive uma fantasia de vingança contra seu namorado traindo. Ela tem que sair para o namorado e sua namorada na hitchcockiano conto. O final é cristalina como um lago, azul frio como um velho Jones monta seu cavalo pela floresta de volta à cena do crime que ela manteve em segredo por décadas ... ou não.